# Музей Пастера
Музе́й Пасте́ра (фр. Musée Pasteur) — квартира и усыпальница французского микробиолога и химика Луи Пастера, превращённые в музей в основанном им Институте Пастера. Институт открылся 14 ноября 1888 года; Пастер был его первым директором до самой своей смерти, а также проживал и работал в нём последние годы жизни. Музей располагается в здании института в 15-м округе Парижа по адресу улица доктора Ру, 25. Здание имеет статус исторического памятника.

## Создание
Пастер умер 28 сентября 1895 года в шато Вильнёв-л’Этан близ Гарша, расположенного недалеко от Парижа. Первоначально учёный был похоронен в соборе Парижской Богоматери и планировалось похоронить его в Пантеоне, однако впоследствии, по согласованию и настоянию родственников, в январе 1896 года его тело было перезахоронено в склепе переоборудованного подвала основанного им Института Пастера. В 1910 году там же были погребены останки его жены и «незаменимого» помощника Мари Пастер (1826—1910).

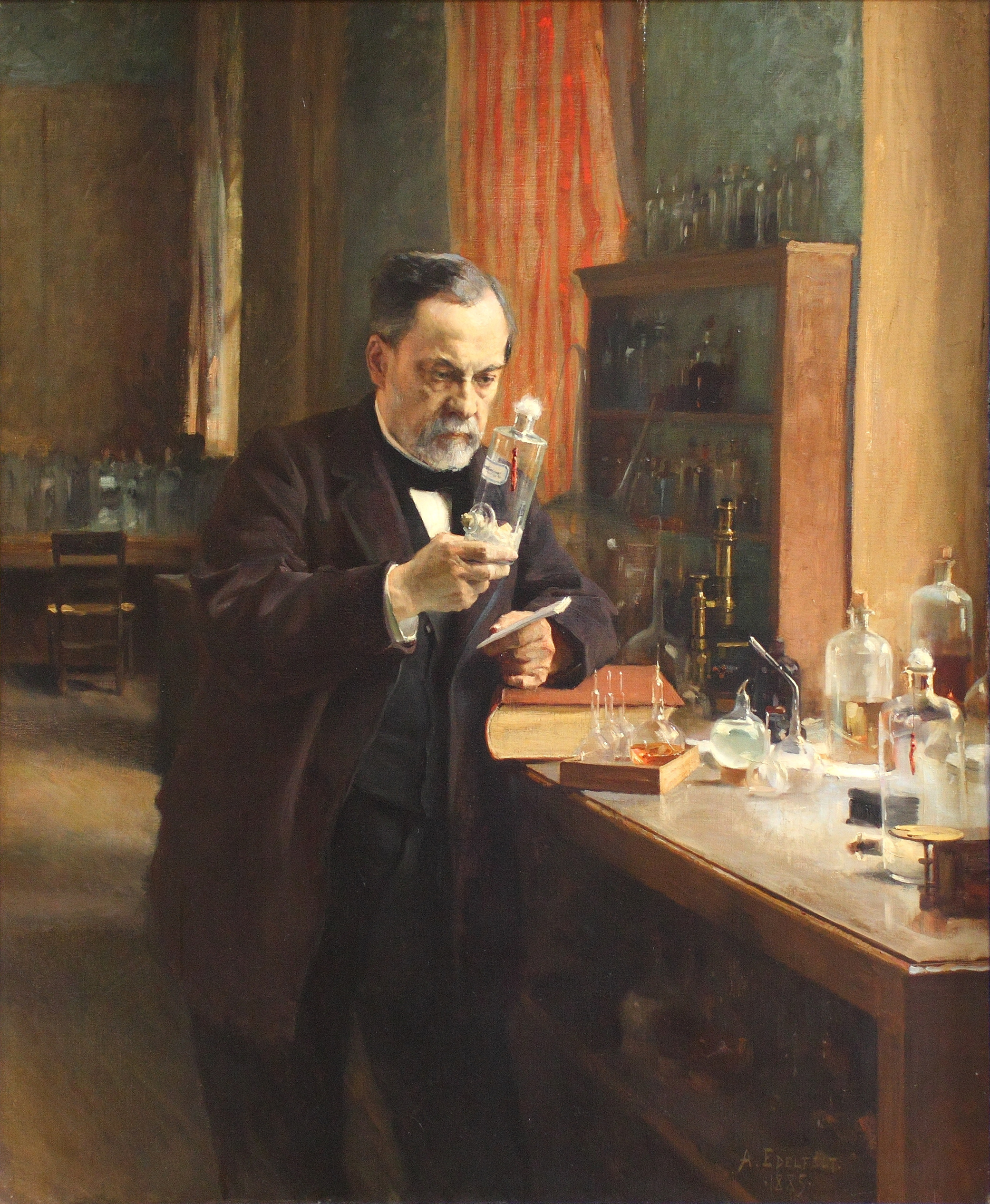
Альберт Эдельфельт. Луи Пастер в своей лаборатории. 1885, Париж, Музей Орсе. Авторская копия картины представлена в музее Пастера

В 1922 году на общенациональном уровне торжественно отмечался столетний юбилей со дня рождения учёного, что признаётся некоторыми исследователями как кульминационная точка в создаваемом «культе Пастера». Так, в своей торжественной речи президент республики Александр Мильеран заявил, что «культ великих людей» должен быть положен в основу системы образования. Программой торжеств была предусмотрена и проведена временная выставка, предназначенная увековечить заслуги Пастера, основу которой составили научный инструментарий и предметы, которыми пользовался учёный в своей научной деятельности. После окончания торжественных мероприятий коллеги и родственники учёного высказались за организацию постоянного музея, посвящённого его памяти, в здании основанного им Института.
Это предложение было реализовано в 1935—1936 гг., когда музей был открыт для посещения публикой. Экспозиция музея берёт свое начало от семейного пожертвования, сделанного в начале 1930-х годов, когда внук и биограф учёного, профессор медицины Луи Пастер Валлери-Радо, унаследовавший архив и вещи своего знаменитого деда, занимался публикацией его трудов и переписки и, стремясь увековечить память о Пастере и дух места, где он прожил последние семь лет своей жизни, пожертвовал Институту и будущему музею мебель и предметы, которые принадлежали его бабушке и деду.

## Описание

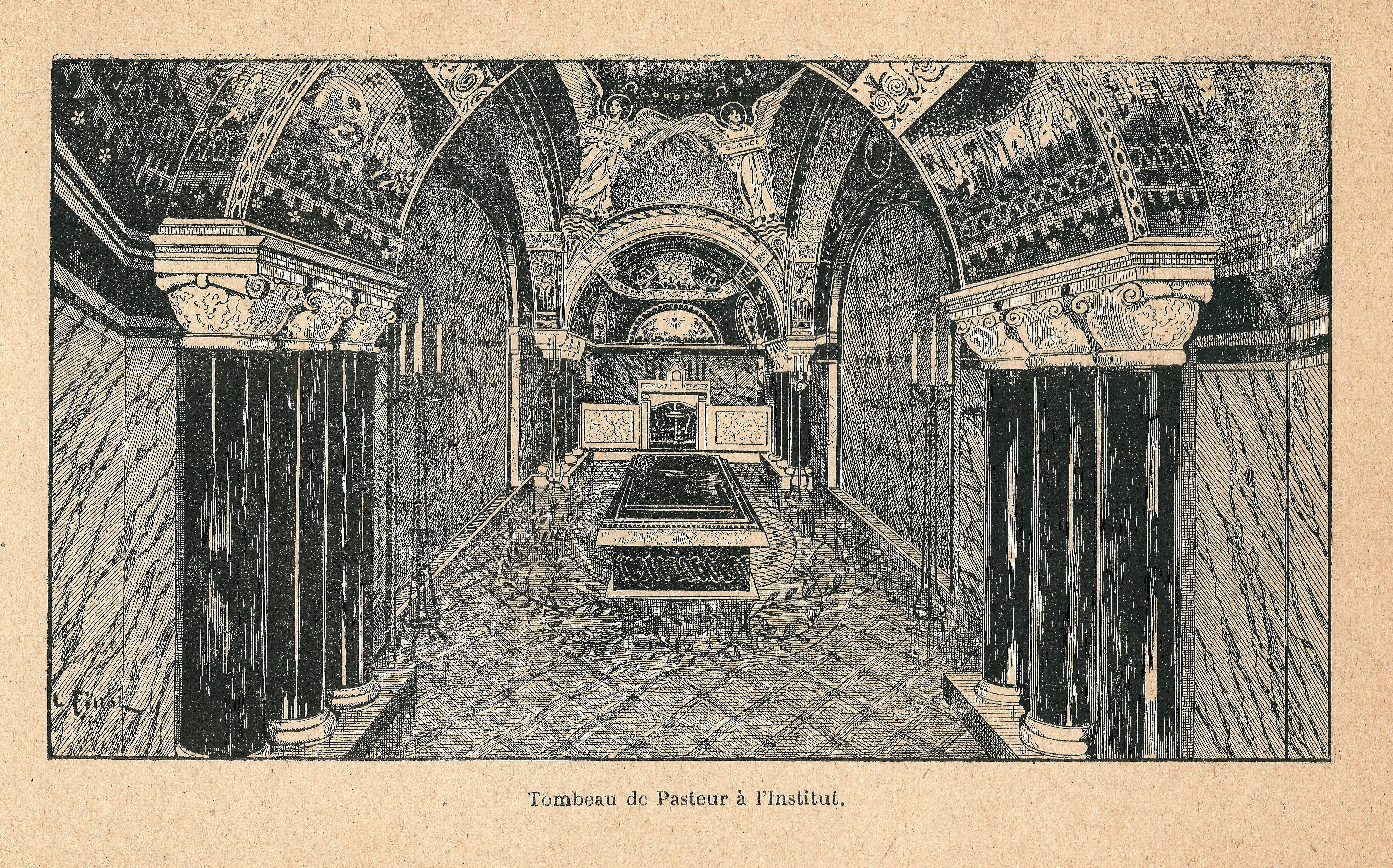
Усыпальница Пастера. Гравюра ок. 1900

В музее «самого цитируемого в мире француза» функционируют три раздела экспозиции: склеп, где захоронены Луи и Мари Пастер, их квартира и лаборатория (большой зал) учёного.
Над входом в усыпальницу размещается лаконичная надпись: «Здесь покоится Пастер» (фр. «Ici repose Pasteur»), а по сторонам даты: «1822» и «1895» — годы жизни основателя научной микробиологии и иммунологии. Внутри на мраморных стенах хронологически отмечены важнейшие этапы деятельности Пастера и годы его открытий: 1848 — молекулярная асимметрия, 1857 — ферменты, 1862 — самозарождение, 1863 — наблюдения над вином, 1865 — болезни шелковичных червей, 1871 — наблюдения над пивом, 1877 — заразные болезни, 1880 — предохранительные прививки, 1885 — профилактика бешенства. В литературе отмечается, что за каждой этой строкой лежит его «жизнь, полная всепоглощающего труда, столь же удивительного, как и его гений» и любой из них «в этом списке было бы достаточно, чтобы сделать его имя бессмертным». Следует отметить, что Пастер приобрёл статус «бессмертного» и по формальным причинам, так как в 1881 году был избран во Французскую академию став одним из сорока пожизненных её членов, которых традиционно называют «бессмертными» (фр. les immortels) .
Стены усыпальницы украшены изображениями, демонстрирующими выдающиеся достижения микробиолога и химика, выполненными в стиле византийской мозаики. Часовню-мавзолей оформляли известные французские художники в стиле ар-нуво: архитектор Шарль Жиро (фр. Charles Girault, 1851—1932), живописец Люк-Оливье Мерсон и мозаист Огюст Жильбер-Мартен, которые при этом вдохновлялись планировкой и убранством мавзолея Галлы Плацидии в Равенне.

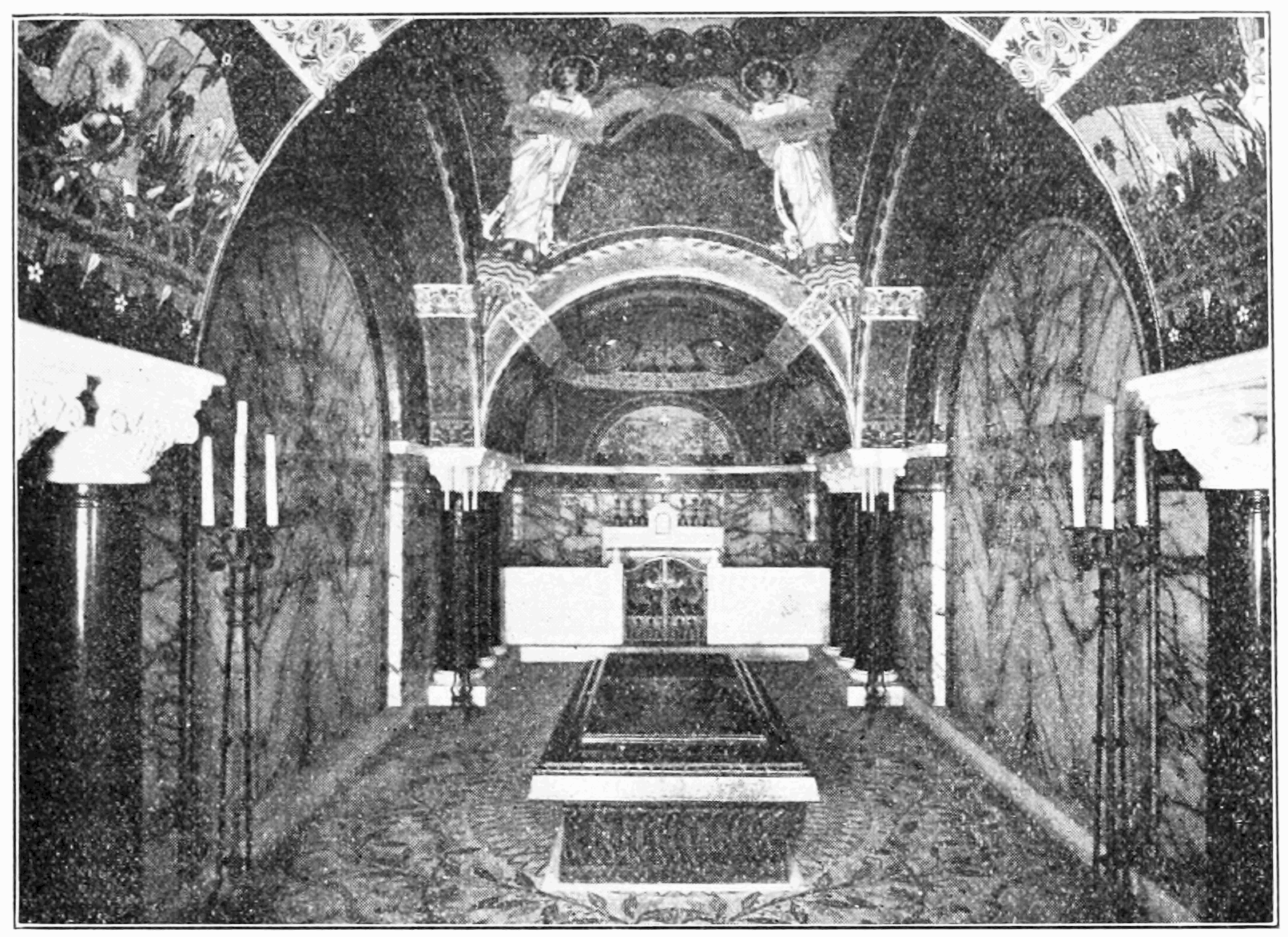
Могила Пастера, 1908

Химик Пьер Грабар (П. Н. Грабарь) рассказывал в интервью в 1973 году о создании Института и музея, что научное учреждение было основано в 1888 году специально для Пастера, на собранные по подписке средства в разных странах, среди которых была представлена и Россия. Однако учёный успел недолго заниматься научной деятельностью в новом институте, так как он уже был к тому времени тяжело болен. Также Грабар отметил следующее:
В подвале института, в склепе, где похоронен Пастер, обозначены на стенах даты всех его работ и открытий. А на куполе к изображению трёх традиционных ангелов — Веры, Надежды и Любви добавлен четвёртый — Наука. В мозаичные изображения, украшающие капеллу, вплетены фигуры животных: курицы и петуха в память о борьбе Пастера с куриной холерой; овец, которых Пастер избавил от сибирской язвы…

...СОТРУДНИКИ ИНСТИТУТА любят говорить, что они работают под присмотром трёх „главных“ — Пастера, Ру и Мечникова. Двое других „главных“ похоронены тут же — Ру прямо в саду, а урна с прахом Мечникова стоит в институтской библиотеке.
По описанию французского микробиолога Франсуа Жакоба, мозаики фактически представляют собой элемент агиографии Пастера, демонстрирующие его научную деятельность, сюжеты которого перекликаются с традиционной иконографией Иисуса Христа. Учёный аллегорически изображался в виде пастыря, в окружении овец и кур, гирлянд хмеля, тутовых деревьев и виноградных лоз, что символизирует его достижения в лечении сибирской язвы, куриной холеры, болезней пива, вина и шелковичных червей. Композиция завершалась куполом, на котором была представлена борьба героя с бешеной собакой; купол «поддерживается» изображениями четырёх ангелов с распростёртыми крыльями. Подписи гласят, что трое из них символизируют богословские добродетели, а четвёртый — Науку.

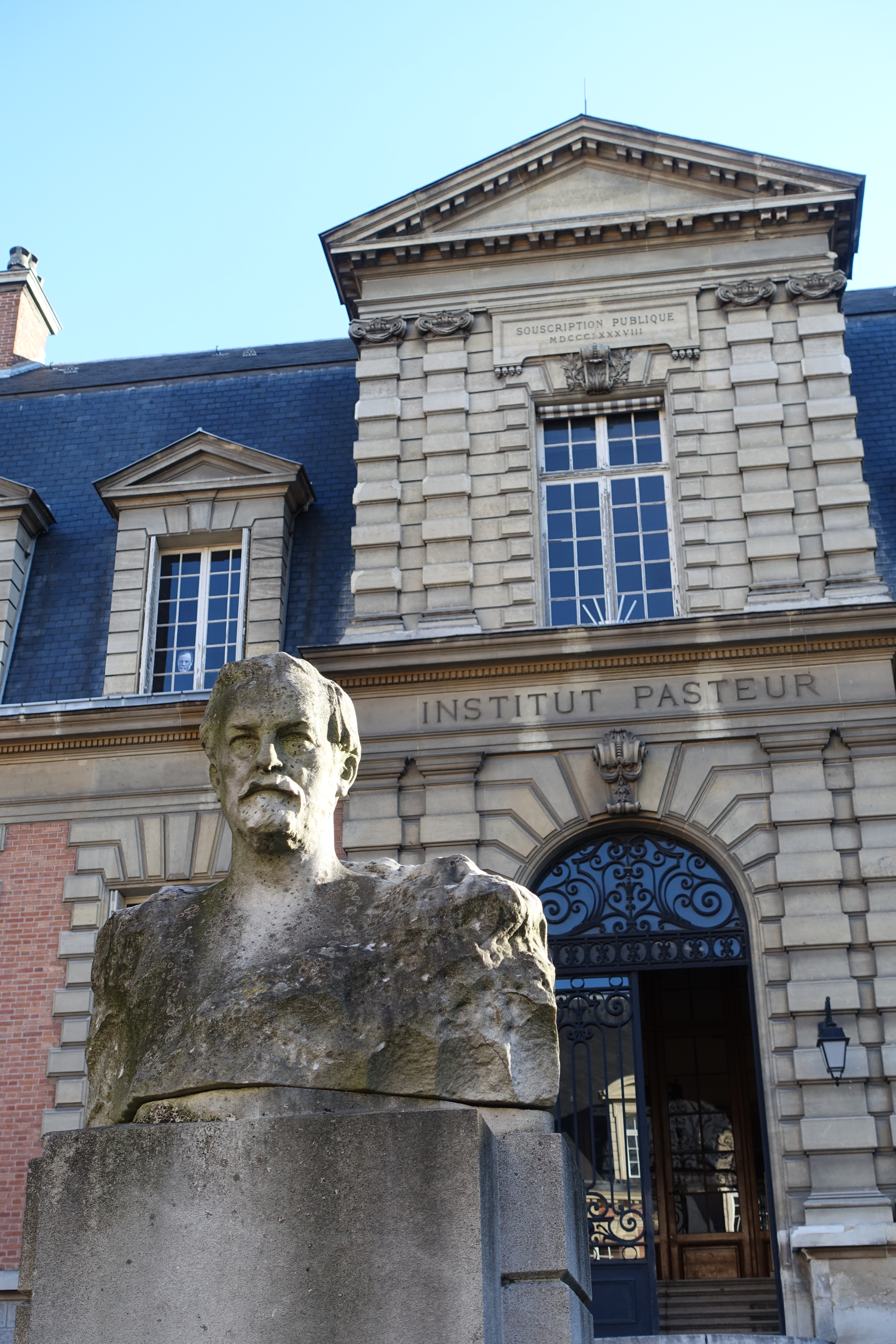
Статуя учёного, установленная перед зданием Института Пастера

По ранее распространённой и неподтверждённой легенде, во время немецкой оккупации Парижа, первый привитый и спасённый от бешенства человек в истории — Жозеф Мейстер, ставший впоследствии хранителем Института, — в 1940 году не пустил фашистов в гробницу Пастера ценой собственной жизни. По другой версии он совершил самоубийство, так как немецкие солдаты, которые использовали Институт как медицинский центр по лечению венерических заболеваний для нужд вермахта, потребовали от него вскрыть гробницу Пастера.
Квартира четы Пастер прекрасно сохранилась и является историческим свидетельством обстановки парижских квартир конца XIX века. В квартире представлены принадлежащие и подаренные Пастеру подарки, картины и книги, предметы обихода, а также демонстрируется коллекция рисунков, пастелей и портретов учёного, которые он создал ещё в юношеские годы, когда серьёзно занимался рисованием. Талант учёного как рисовальщика неоднократно отмечался его знакомыми и родственниками, а Эжену Делакруа даже приписываются слова, что «увлечение Пастера химией спасло многих современных ему художников от исключительно талантливого современника». По мнению писателя Дюрана Гревиля: «Никто не пожалеет, что он выбрал карьеру учёного. Но если бы он захотел, то кто знает, мог стать великим художником».
Следует отметить, что особой гордостью учёного была его лаборатория, в которой он буквально жил: «У меня наконец есть то, — писал он в одном из писем, — чего я всегда желал, — лаборатория, доступная мне во всякое время: она под моей квартирой; иногда всю ночь в ней горит газ, и опыты не прерываются…» В большом зале музея выставлены лабораторные инструменты и приборы, которые использовал Пастер и его соратники.
В музее экспонируется ваза из малахита, вручённая Пастеру принцем А. П. Ольденбургским при открытии Института, за участие в создании в России пастеровских станций и обучение русских учёных пастеровскому методу (антирабическая вакцинация от бешенства).
В состав музея входит также научная библиотека, отдельный архив которой составляет коллекция фотографий, на которых представлены значимые события из биографии Пастера и основанного им института. Большое количество документов связано с научными дискуссиями, которые вёл учёный отстаивая свои взгляды и открытия, так как Пастер который «зажёг на небосклоне науки целое созвездие ярчайших открытий, должен был всю жизнь отстаивать свои истины в бесполезных, утомительных, иссушающих мозг спорах».
На книжном шкафу библиотеки в мраморной урне находится прах И. И. Мечникова, который продолжительное время работал в институте, а затем и руководил им, и перед смертью завещал своё тело для проведения медицинских опытов и последующей кремации.
Начиная с 2015 года, после чрезвычайной ситуации, вызванной нападением, доступ в музей был закрыт для индивидуального посещения и осуществляется в составе экскурсионных групп по предварительной договорённости, оговариваемой заранее за несколько месяцев.
Кроме этого музея, Пастеру посвящено ещё два мемориальных учреждения: в Доле, где он родился, и в Арбуа, где он провёл детские годы, учился в местном коллеже и куда неоднократно возвращался позже (оба в департаменте Юра).